# Wenck
Wenck er navnet på en tysk-dansk slægt og på en række personer. Herunder kan nævnes den danske arkitekt Heinrich Wenck.

## Personer
- Eduard Wenck (1894-1954) – tysk skuespiller
- Ernst Wenck (1865-1929) – tysk billedhugger
- Ewald Wenck (1891–1981) – tysk skuespiller
- Friedrich August Wilhelm Wenck (1741-1810) – tysk historisker
- Heinrich Wenck - dansk arkitekt, der bl.a. tegnede Hovedbanegården.
- Helfrich Bernhard Wenck (1739-1803) – tysk pædagog og historiker
- Helmut Wenck (født 1935) – tysk kemiker
- Johann Wenck (død i 1. halvdel af 1500-tallet) – tysk komponist
- Johann Martin Wenck (1704-1761) – tysk pædagog
- Johannes Wenck (død 1460) – tysk filosof og skolastiker
- Karl Friedrich Christian Wenck (1784-1828) – tysk jurist
- Karl Robert Wenck (1854-1927) – tysk historiker
- Walther Wenck (1900-1982) – tysk general i 2. verdenskrig, tilhører nedennævnte slægt

## Den tysk-danske Wenck-slægt
Arkitekten Heinrich Wenck har udgivet en lille bog (Familien Wencks Slægtbog, 1928), hvori han redegør for sin slægts historie. Han skriver, at "Wenck" oprindeligt er et gammelt vendisk navn, som på vendisk – skrevet "Wenc" – betyder "krans" eller "blomsterkrone". Dette motiv går igen på hjelmtegnet i slægtens våben, som det er gengivet på et segl fra 1800-tallet.
I Danmark optræder navnet først med mester Hans Wenck, der i tiden 1518-21 nævnes som "secretarius regius", en af kongens sekretærer. Han stammede formentlig fra Tyskland, eftersom han ikke tilhørte den danske adel og gejstlighed, der ellers dominerede stillinger ved hoffet. Hans Wenck opnåede at blive præst i Thisted, som umiddelbart forinden havde fået købstadsrettigheder. Hans Wenck var en tilhænger af reformationen og er måske blevet modarbejdet af den katolsksindede biskop Stygge Krumpen. I hvert fald forlod Wenck i 1527 sit embede.
En forbindelse mellem mester Hans Wenck og den senere slægt, der hørte hjemme i Holsten, Hamborg og Lauenburg, kan ikke påvises, men kan sandsynliggøres. I 1573 fødtes en Jacob Wenck, antagelig nær Hamborg. Hans moder var født 1550 og levede i Altona. I 1612 giftede Jacob Wenck sig en gård til i Escheburg i Lauenburg, og han gav en af sine sønner navnet Hans Wenck.
Stamfaderen til slægten er med sikkerhed Otto Wenck, som var født i 1645, og som blev borger i Hamborg den 20. januar 1688. Han var gift to gange. Otto Wenck kan tænkes at være sønnesøn af Jacob Wenck, og hans oldefader muligvis mester Hans Wenck.
Otto Wenck var fader til Hinrich Wenck (1688-?), som blev borger i Hamborg 13. januar 1713, og som var fader til Johann Mathias Wenck (1736-?), som blev borger i Hamborg 22. januar 1762. Han var fader til bl.a. kaptajn Heinrich Christian Wenck (1773-1859), som fik otte børn.
Blandt Heinrich Christian Wencks børn skal nævnes general Heinrich Theodor Wenck (1810-1885), som grundlagde en dansk gren af slægten og var fader til seks børn, bl.a. grosserer Johannes Theodor Wenck (1844-1885), arkitekt Heinrich Emil Charles Wenck (1851-1936, forfatter til slægtsbogen) og oberstløjtnant Emil George Christian Wenck (1852-1936).
Heinrich Christian Wenck var også fader til major i tysk tjeneste Friedrich Christian Coelestinus Wenck (1816-1894), som havde fire børn. Blandt disse var oberstløjtnant Lionel Georg Arthur Wenck (1865-1894), som havde seks børn, og oberstløjtnant Maximilian Hermann Friedrich Wenck (1867-1945), som havde tre sønner, hvoraf to døde som officerer i 1. verdenskrig. Den tredje søn var general i 2. verdenskrig Walther Wenck (1900-1982).
Grosserer Johannes Theodor Wenck var fader til viceadmiral Henri Lucien Erik Wenck (1872-1936), arkitekt Heinrich Emil Charles Wenck var fader til pressesekretær og nazist Preben Holger Christian Wenck (1896-?), mens oberstløjtnant Emil George Christian Wenck var fader til diplomaten, legationsråd Hans Christian Andreas Henrik Wenck (1892-1977).